# Klenovští z Klenové
Klenovští z Klenové též Klenovští z Klenového a Janovic (německy Klenowsky von Klenau nebo von Klenau und Janowitz), rytíři, páni a později hrabata, patřili k významným českým šlechtický rodům.
Klenovští z Klenové jsou stejného původu jako Janovští z Janovic, genealogicky jsou nejmladší odnoží tohoto rodu. 
Podobné jméno nesli i vladykové Klenovští, kteří však měli přídomek ze Ptení a jiný erb. Tyto rody nejsou příbuzné.

## Historie
První písemná zmínka o majiteli Klenové pochází z roku 1291 a jednalo se o Bohuslava (Bohuzlaum de Clenow), jehož roku 1291 král Václav II. jmenoval do poselstva zastupujícího českou stranu v jeho sporu s bavorským vévodou Ludvíkem. Páni z Klenové drželi hrad Klenovou.
Dalším významným členem tohoto rodu byl Přibík z Klenové (Psibiko de Clenow). Nemáme žádnou zprávu o tom, kdy se Přibík stal majitelem statku v Klenové, ale určitě ho držel do své smrti v roce 1465. Na počátku husitské revoluce byl Husovým stoupencem. V roce 1426 se zúčastnil dobytí města Stříbra, které pak zůstalo jeho majetkem až do konce husitských válek. Roku 1432 uzavřel s Rožmberky příměří a roku 1434 přestoupil na katolickou víru.[zdroj?] Na straně husitů byl ještě při obléhání Plzně, pak však zradil a do obléhaného města dovezl zásoby. V roce 1437 byl členem poselstva vysláného na jednání do Basileje. V dalších letech střídal strany, byl nejdříve protivníkem Jiřího z Poděbrad v jednotě strakonické, poté ho podporoval, aby se nakonec přidal k jednotě zelenohorské.
Šebestián z Klenové a Janovic působil jako hejtman plzeňského kraje. Jan z Klenového a Janovic na Žinkovech († 1624) se koncem 16. století stal nejvyšším zemským písařem Českého království. Jeho syn Vilém Klenovský z Klenové a Janovic, horlivý katolík, zastával funkce císařského rady a komořího.
Usnesením českých stavů 20. února 1614 byl Jan[zdroj?] Klenovský s potomky povýšen do stavu českých pánů a 20. srpna 1623 do stavu říšských svobodných pánů.[zdroj?] Český panský stav byl Vilémovi z Klenového a Janovic potvrzen 25. ledna 1629. V Řezně byl rod 15. října 1630 povýšen do říšského hraběcího stavu. Nakonec došlo ještě 26. července 1633 k potvrzení českého hraběcího stavu.
Pravděpodobně nejvýznamnějším z tohoto rodu byl hrabě Jan z Klenové a Janovic (Johann Graf von Klenau, Freiherr von Janowitz), který se věnoval vojenské kariéře. Bojoval v rakouské armádě v válkách proti revoluční Francii a v napoleonských válkách, dosáhl hodnosti generála kavalérie a po skončení válek zastával funkci vrchního velitele armády na Moravě.

## Erb
Páni z Klenové mají téměř shodný znak s mateřským rodem Janovských z Janovic. V erbu se nachází ve třech řadách stříbromodře šachované břevno v červeném poli. Janovští z Janovic užívají stejné břevno, v minulosti rovněž obloukovitě prohnuté. Klenotem Klenovských z Klenové jsou rozevřená křídla. Při povýšení do stavu říšských hrabat v Řezně dne 15. října 1630 jim byl erb polepšen přidáním stříbrného srdce do dolní části štítu. Do klenotu mezi křídla byly pod sebe doplněny iniciály „F M R“ což značí zkratky (iniciály) jmen císařů „Ferdinand I., Maxmilián II., Rudolf II.“.

## Državy
Ke hradu Klenová získal Přibík z Klenové Volyni, Protivín a Žinkovy. Vilém z Klenové vlastnil např. Roupov či Merklín. Později získali páni z Klenové Železnou Rudu (Václav hrabě Klenovský, pán z Janovic, ji koupil roku 1758) a Benátky nad Jizerou (Ignác Zikmund z Klenové a z Janovic je koupil roku 1720). Také vlastnili statky v jižních a jihozápadních Čechách např. Měčín, Úsilov či Březinu.

## Příbuzenstvo
Spojili se s Haranty, Týřovskými, pány z Říčan, Janovskými z Janovic.